# Henri Doniol
Jean Henri Antoine Doniol, né à Riom le 20 avril 1818 et mort à Paris le 19 juin 1906, est un historien et haut fonctionnaire français.

## Biographie
Il est le fils de Claude Doniol (1791-1876), avoué près la cour d'appel de Riom, vice-président de la Société d'agriculture du Puy-de-Dôme, issu d'une des principales familles d'Auzon (aujourd'hui dans la Haute-Loire) et de Rosalie Constance de Murat. Son grand-père maternel, François de Murat (1766-1838), professeur et poète, s'intéresse au dialecte auvergnat, comme le fera plus tard Henri Doniol.
Il est successivement préfet de l'Isère en 1871, de la Loire-Inférieure en 1872, de Meurthe-et-Moselle en 1873, des Bouches-du-Rhône en 1876 et des Alpes-Maritimes en 1877. Il est directeur de l'Imprimerie nationale de 1882 à 1895. Il est élu correspondant, en 1864, puis membre, en 1890, de l'Académie des sciences morales et politiques.
Il reçoit le grand prix Gobert de l'Académie française en 1890.
Son œuvre majeure est l’Histoire de la participation de la France à l'établissement des États-Unis d'Amérique, divulguée pour la première fois au public à l'Exposition universelle de 1889. Il y rassemble des documents d'archives, parmi lesquels se trouve notamment la correspondance du comte de Vergennes, qui montrent que le soutien apporté par la France aux États-Unis avait été conçu pour servir les intérêts de la nation plus qu'il n'avait été inspiré par l'influence de La Fayette et sa sympathie envers la cause américaine.

## Principales publications
- « Des coutumes seigneuriales de la châtellenie de Laroche en 1291 », Annales de la Société d'agriculture, sciences, arts et commerce du Puy,‎ 1853 (lire en ligne)
- Voyage pittoresque dans la Basse-Auvergne (1847)
- Histoire des classes rurales en France et de leurs progrès dans l'égalité civile et la propriété (1857)
- Cartulaire de Sauxillanges, Clermont-Ferrand, Académie des sciences, belles-lettres et arts de Clermont-Ferrand, 1864.
- La Révolution française et la féodalité (1874). Réédition : Mégariotis, Genève, 1970.
- Les Patois de la Basse Auvergne, leur grammaire et leur littérature (1877)
- La Typographie orientale à l'Imprimerie Nationale et la publication de la collection orientale (1884)
- Histoire de la participation de la France à l'établissement des États-Unis d'Amérique. Correspondance diplomatique et documents (6 volumes, 1886-1899) Texte en ligne 1 2 3 4 5 6
- Notes sur le passé contemporain (1893-1898)
- M. Thiers, le Cte de Saint-Vallier, le général de Manteuffel. Libération du territoire, 1871-1873 (1897)
- Politiques d'autrefois. Le Cte de Vergennes et P.-M. Hennin, 1749-1787 (1898) Texte en ligne
- La Basse-Auvergne, sol, populations, personnages, description (1900)
- Serfs et vilains au moyen âge (1900). Réédition : Adamant Media Corporation, 2000. Texte en ligne
- Commencements, 1841-1848 (1901)
- Articles de revues, 1846-1901 (1901)
- De 1815 à 1900, notre politique intérieure devant l'histoire (1903)
- Politiques d'autrefois. La Fayette dans la Révolution : années d'Amérique, années de pouvoir et années de geôle, la veille du Consulat, 1775-1799 (1904)
- Politiques d'autrefois. Le Cycle de la Révolution française, 1789-1815 (1906)
- Politiques d'autrefois. M. Thiers, président de la République, 1870-1873 (1906)